# بنجامين غلازر
بنجامين غلازر (بالإنجليزية: Benjamin Glazer)‏ هو كاتب سيناريو وكاتب ومحامي ومنتج أفلام ومخرج أمريكي، ولد في 7 مايو 1887 في بلفاست في المملكة المتحدة، وتوفي في 18 مارس 1956 في هوليوود في الولايات المتحدة.

## وصلات خارجية
- بنجامين غلازر على موقع IMDb (الإنجليزية)
- بنجامين غلازر على موقع ألو سيني (الفرنسية)
- بنجامين غلازر على موقع ميوزك برينز (الإنجليزية)
- بنجامين غلازر على موقع أول موفي (الإنجليزية)
- بنجامين غلازر على موقع قاعدة بيانات برودواي على الإنترنت (الإنجليزية)
- بنجامين غلازر على موقع قاعدة بيانات الأفلام السويدية (السويدية)
- بنجامين غلازر على موقع قاعدة بيانات الفيلم (الإنجليزية)
- بنجامين غلازر على موقع كينوبويسك (الروسية)